# Epitola orientalis
Epitola orientalis är en fjärilsart som beskrevs av Roche 1954. Epitola orientalis ingår i släktet Epitola och familjen juvelvingar. Inga underarter finns listade i Catalogue of Life.